# Esteban Chaves Rubio
Jhoan Esteban Chaves Rubio (Bogotà, 17 de gener de 1990) és un ciclista colombià, professional des del 2009 i actualment corre a l'equip EF Education-EasyPost. Un dels seus principals èxits és el Tour de l'Avenir de 2011, i sobretot, dues etapes a la Volta a Espanya de 2015.

## Palmarès
- 2011
  - 1r al Tour de l'Avenir
- 2012
  - 1r al Gran Premi Ciutat de Camaiore
  - Vencedor d'una etapa a la Volta a Burgos
- 2014
  - Vencedor d'una etapa a la Volta a Califòrnia
  - Vencedor d'una etapa a la Volta a Suïssa
- 2015
  - 1r l'Abu Dhabi Tour i vencedor d'una etapa
  - Vencedor de 2 etapes a la Volta a Espanya
- 2016
  - 1r a la Volta a Llombardia
  - 1r al Giro de l'Emília
  - Vencedor d'una etapa al Giro d'Itàlia
- 2018
  - 1r al Herald Sun Tour i vencedor d'una etapa
  - Vencedor d'una etapa al Giro d'Itàlia
- 2019
  - Vencedor d'una etapa al Giro d'Itàlia
- 2021
  - Vencedor d'una etapa a la Volta a Catalunya
- 2023
  -  Campió de Colòmbia en ruta

### Resultats a la Volta a Espanya
- 2014. 41è de la classificació general
- 2015. 5è de la classificació general. Vencedor de 2 etapes
- 2016. 3r de la classificació general
- 2017. 11è de la classificació general
- 2019. 19è de la classificació general
- 2020. 27è de la classificació general
- 2022. No surt (16a etapa)

### Resultats al Giro d'Itàlia
- 2015. 55è de la classificació general
- 2016. 2n de la classificació general. Vencedor d'una etapa.  Porta el Mallot rosa durant una etapa
- 2018. 72è de la classificació general. Vencedor d'una etapa
- 2019. 40è de la classificació general. Vencedor d'una etapa

### Resultats al Tour de França
- 2017. 62è de la classificació general
- 2020. 23è de la classificació general
- 2021. 13è de la classificació general
- 2023. Abandona (14a etapa)